# Teoría del todo
Una teoría del todo (o ToE por sus siglas en inglés, Theory of Everything) es una teoría hipotética de la física teórica que explicaría y conectaría en un esquema teórico unificado las interacciones físicas fundamentales. Inicialmente, el término se usó con una connotación irónica, para referirse a varias teorías sobregeneralizadas. Después se popularizó en la física cuántica al describir varias propuestas teóricas que podrían unificar o explicar a través de un modelo consistente todas las interacciones fundamentales encontradas en teoría cuántica de campos. Otros términos, no del todo sinónimos, empleados para referirse al mismo concepto son teoría unificada, gran teoría unificada, teoría de campos unificada y teoría del campo unificado.

Se podría concebir un intelecto que en cualquier momento dado conociera todas las fuerzas que animan la naturaleza y las posiciones  de los seres que la componen; si este intelecto fuera lo suficientemente vasto como para someter los datos a análisis, podría condensar en una simple fórmula el movimiento de los grandes cuerpos del universo y del átomo más ligero; para tal intelecto nada podría ser incierto y el futuro así como el pasado estarían frente a sus ojos.
Pierre-Simon Laplace

El concepto de una "teoría del todo" está arraigado en el principio de causalidad y su descubrimiento es la empresa de acercarnos a ver a través de los ojos del demonio de Laplace. Aunque dicha posibilidad puede considerarse como determinista, en una "simple fórmula" puede todavía sobrevivir la física fundamentalmente probabilista, como proponen algunas posturas actuales de la mecánica cuántica. Esto se debe a que aun si los mecanismos que gobiernan las partículas son intrínsecamente azarosos, podemos conocer las reglas que gobiernan dicho azar y calcular las probabilidades de ocurrencia para cada evento posible. Sin embargo, otras interpretaciones de la ecuación de Schrödinger conceden poca importancia al azar: este solo se tendría importancia dentro del átomo y se diluiría en el mundo macroscópico. Otras no obstante la niegan completamente y la consideran una interpretación equivocada de las leyes cuánticas. En consecuencia, la mayor dificultad de descubrir una teoría unificada ha sido armonizar correctamente leyes que gobiernan solo un reducido ámbito de la naturaleza y transformarlas en una única teoría que la explique en su totalidad, tanto en su mundo micro como macroscópico y explique la existencia de todas las interacciones fundamentales: las fuerzas gravitatoria, electromagnética, nuclear fuerte y nuclear débil.
Durante el siglo XX, hubo numerosas teorías del todo propuestas por físicos teóricos. Hasta ahora, ninguna ha sido capaz de superar una prueba experimental, han tenido tremendas dificultades para que sus teorías tengan resultados experimentales estables. El primer problema en producir una teoría del todo es que las teorías aceptadas, como la mecánica cuántica y la relatividad general, son radicalmente diferentes en las descripciones del universo: las formas sencillas de combinarlas conducen rápidamente a la "renormalización" del problema, en donde la teoría no nos da resultados finitos para datos cuantitativos experimentales.

## Antecedentes históricos
Desde los tiempos de los antiguos griegos, los filósofos han especulado que la aparente diversidad de apariencias oculta una subyacente unidad, y por lo tanto que la lista de las fuerzas puede ser acortada, de hecho que puede tener una sola entrada. Por ejemplo, la filosofía mecánica del siglo XVII propuso que todas las fuerzas podrían en últimas reducirse a una fuerza de contacto entre pequeñas partículas sólidas. Esto se abandonó después de la aceptación de las fuerzas gravitacionales a larga distancia propuestas por Isaac Newton; pero al mismo tiempo el trabajo de Newton en su  Principia proveyeron la primera dramática evidencia empírica de la unificación de fuerzas que en ese momento parecían diferentes: el trabajo de Galileo en la gravitación terrestre, las leyes de Kepler del movimiento planetario y los fenómenos de mareas fueron todas cuantitativamente explicadas por una simple ley, llamada de la gravitación universal.
En 1820, Hans Christian Oersted descubrió una conexión entre la electricidad y el magnetismo; muchas décadas de trabajo culminaron en la teoría del electromagnetismo de James Clerk Maxwell. También durante los siglos XIX y XX, gradualmente fueron apareciendo muchos ejemplos de fuerzas de contacto, elasticidad, viscosidad, fricción, presión- resultados de las interacciones eléctricas entre pequeñísimas partículas de la materia. A finales de 1920, la nueva mecánica cuántica mostró que los enlaces químicos entre átomos eran ejemplos de fuerzas eléctricas (cuánticas), corroborando la jactancia de Dirac que «las leyes físicas subyacientes necesarias para una teoría matemática para una gran parte de la física y toda la química [ya] son completamente conocidas». Se trataba, pues, de asociar dichas fuerzas fundamentales en un solo modelo totalizador que explicara de forma efectiva interacciones complejas de fuerzas aparentemente diversas y no correlacionadas.
Los intentos de unificar gravedad con magnetismo se remontan a los experimentos de 1849-50 de Michael Faraday. Después de la teoría gravitatoria (relatividad general) de Einstein publicada en 1915, la búsqueda de una teoría del campo unificado que combine gravedad con electromagnetismo se tornó más seria. Al mismo tiempo, se hizo plausible el decir que no existían más fuerzas fundamentales. Prominentes contribuciones fueron las otorgadas por Gunnar Nordstrom, Hermann Weyl, Arthur Eddington, Theodor Kaluza, Oskar Klein, y la más notable dada por Einstein y sus colaboradores. Ninguna de estas propuestas tuvo éxito.
La búsqueda fue interrumpida por el descubrimiento de las fuerzas débil y fuerte, que no podían ser agregadas dentro de la gravedad o el electromagnetismo. Otro obstáculo fue la aceptación que la mecánica cuántica tuvo que ser incorporada desde el inicio, no emergió como una consecuencia de la determinista teoría unificada, como Einstein esperaba. Gravedad y Electromagnetismo pueden siempre coexistir pacíficamente como tipos de fuerzas de Newton, pero por muchos años se ha observado que la gravedad no puede ser incorporada en el panorama cuántico, dejándola sola al unificarse con otras fuerzas fundamentales. Por esta razón este trabajo de unificación en el siglo XX se focalizó en entender las tres fuerzas "cuánticas": electromagnetismo y las fuerzas nucleares débiles y fuertes. Las dos primeras fueron unificadas en 1967-8 por Sheldon Glashow, Steven Weinberg, y Abdus Salam. Las fuerzas fuerte y la electrodébil coexisten en el modelo estándar de partículas, pero se mantienen distintas. Muchas teorías unificadas (o GUT por sus siglas en inglés) han sido propuestas para unificarlas. Aunque la simpleza de las GUTs han sido descartadas en la experiencia, la idea general, especialmente cuando se vincula con las supersimetrías, continúa firmemente a favor de la comunidad teórica de física.

## Teoría del Todo en Física moderna
En la corriente principal de la física actual, la Teoría del Todo podría unificar todas las interacciones fundamentales de la naturaleza, que son consideradas como cuatro: gravitación, la fuerza nuclear fuerte, la fuerza nuclear débil y la electromagnética. Dado que la fuerza débil puede transformar partículas elementales de una clase a otra, la teoría del todo debería producir una comprensión profunda de varios tipos diferentes de partículas, así como de diferentes fuerzas. El patrón previsible de las teorías es el siguiente:
|  |  |          |          |          |          |          |          | Teoría del Todo  |                  |                  |                  |                  |                  |                             |                             |                             |                             |                             |                             |              |              |                     |                     |                     |                     |                     |                     |                   |                   |                   |                   |                   |                   |                  |                  |                  |                  |                  |                  |  |  |
|  |  |          |          |          |          |          |          |                  |                  |                  |                  |                  |                  |                             |                             |                             |                             |                             |                             |              |              |                     |                     |                     |                     |                     |                     |                   |                   |                   |                   |                   |                   |                  |                  |                  |                  |                  |                  |  |  |
|  |  | Gravedad | Gravedad | Gravedad | Gravedad | Gravedad | Gravedad |                  |                  |                  |                  |                  |                  | Fuerza electronuclear (GUT) | Fuerza electronuclear (GUT) | Fuerza electronuclear (GUT) | Fuerza electronuclear (GUT) | Fuerza electronuclear (GUT) | Fuerza electronuclear (GUT) |              |              |                     |                     |                     |                     |                     |                     |                   |                   |                   |                   |                   |                   |                  |                  |                  |                  |                  |                  |  |  |
|  |  | Gravedad | Gravedad | Gravedad | Gravedad | Gravedad | Gravedad |                  |                  |                  |                  |                  |                  | Fuerza electronuclear (GUT) | Fuerza electronuclear (GUT) | Fuerza electronuclear (GUT) | Fuerza electronuclear (GUT) | Fuerza electronuclear (GUT) | Fuerza electronuclear (GUT) |              |              |                     |                     |                     |                     |                     |                     |                   |                   |                   |                   |                   |                   |                  |                  |                  |                  |                  |                  |  |  |
|  |  |          |          |          |          |          |          |                  |                  |                  |                  |                  |                  |                             |                             |                             |                             |                             |                             |              |              |                     |                     |                     |                     |                     |                     |                   |                   |                   |                   |                   |                   |                  |                  |                  |                  |                  |                  |  |  |
|  |  |          |          |          |          |          |          | Fuerzas de color | Fuerzas de color | Fuerzas de color | Fuerzas de color | Fuerzas de color | Fuerzas de color |                             |                             |                             |                             |                             |                             |              |              | Fuerza electrodébil | Fuerza electrodébil | Fuerza electrodébil | Fuerza electrodébil | Fuerza electrodébil | Fuerza electrodébil |                   |                   |                   |                   |                   |                   |                  |                  |                  |                  |                  |                  |  |  |
|  |  |          |          |          |          |          |          | Fuerzas de color | Fuerzas de color | Fuerzas de color | Fuerzas de color | Fuerzas de color | Fuerzas de color |                             |                             |                             |                             |                             |                             |              |              | Fuerza electrodébil | Fuerza electrodébil | Fuerza electrodébil | Fuerza electrodébil | Fuerza electrodébil | Fuerza electrodébil |                   |                   |                   |                   |                   |                   |                  |                  |                  |                  |                  |                  |  |  |
|  |  |          |          |          |          |          |          |                  |                  |                  |                  |                  |                  |                             |                             |                             |                             |                             |                             |              |              |                     |                     |                     |                     |                     |                     |                   |                   |                   |                   |                   |                   |                  |                  |                  |                  |                  |                  |  |  |
|  |  |          |          |          |          |          |          | Fuerza fuerte    | Fuerza fuerte    | Fuerza fuerte    | Fuerza fuerte    | Fuerza fuerte    | Fuerza fuerte    |                             |                             | Fuerza débil                | Fuerza débil                | Fuerza débil                | Fuerza débil                | Fuerza débil | Fuerza débil |                     |                     |                     |                     |                     |                     | Electromagnetismo | Electromagnetismo | Electromagnetismo | Electromagnetismo | Electromagnetismo | Electromagnetismo |                  |                  |                  |                  |                  |                  |  |  |
|  |  |          |          |          |          |          |          | Fuerza fuerte    | Fuerza fuerte    | Fuerza fuerte    | Fuerza fuerte    | Fuerza fuerte    | Fuerza fuerte    |                             |                             | Fuerza débil                | Fuerza débil                | Fuerza débil                | Fuerza débil                | Fuerza débil | Fuerza débil |                     |                     |                     |                     |                     |                     | Electromagnetismo | Electromagnetismo | Electromagnetismo | Electromagnetismo | Electromagnetismo | Electromagnetismo |                  |                  |                  |                  |                  |                  |  |  |
|  |  |          |          |          |          |          |          |                  |                  |                  |                  |                  |                  |                             |                             |                             |                             |                             |                             |              |              |                     |                     |                     |                     |                     |                     |                   |                   |                   |                   |                   |                   |                  |                  |                  |                  |                  |                  |  |  |
|  |  |          |          |          |          |          |          |                  |                  |                  |                  |                  |                  |                             |                             |                             |                             |                             |                             |              |              | Fuerza eléctrica    | Fuerza eléctrica    | Fuerza eléctrica    | Fuerza eléctrica    | Fuerza eléctrica    | Fuerza eléctrica    |                   |                   |                   |                   |                   |                   | Fuerza magnética | Fuerza magnética | Fuerza magnética | Fuerza magnética | Fuerza magnética | Fuerza magnética |  |  |
|  |  |          |          |          |          |          |          |                  |                  |                  |                  |                  |                  |                             |                             |                             |                             |                             |                             |              |              | Fuerza eléctrica    | Fuerza eléctrica    | Fuerza eléctrica    | Fuerza eléctrica    | Fuerza eléctrica    | Fuerza eléctrica    |                   |                   |                   |                   |                   |                   | Fuerza magnética | Fuerza magnética | Fuerza magnética | Fuerza magnética | Fuerza magnética | Fuerza magnética |  |  |

Adicionalmente a las fuerzas listadas aquí, la moderna cosmología requiere una fuerza inflacionaria, energía oscura, y también materia oscura compuesta de partículas fundamentales fuera de la escena del modelo estándar.
La unificación electrodébil es una simetría rota: el electromagnetismo y la fuerza débil parecen distinguirse a bajas energías porque las partículas traen fuerzas débiles, los bosones W y Z tienen la masa de alrededor de 100 GeV/c2, mientras que el fotón, que trae la fuerza electromagnética, no tiene masa. A altas energías los bosones W y Z pueden crear masa fácilmente y la naturaleza unificada de las fuerzas aparece. La teoría de la gran unificación se espera que opere de manera similar, pero las energías en el orden de 1016 GeV o mucho mayores no pueden ser conseguidas por ningún acelerador de partículas en La Tierra. Por analogía, la unificación de las fuerzas GUT con la gravedad se espera que sea a una energía de Planck, alrededor de 1019 GeV.
Podría ser prematuro el estar buscando la teoría del todo cuando no existe evidencia directa de una fuerza electronuclear y mientras en cualquier caso hay muchas diferentes propuestas de GUTs. En efecto el nombre deliberado está envuelto en Hibris. No obstante, muchos físicos creen que la unificación es posible, debido en parte a la historia de convergencia hacia una misma teoría. La supersimetría se ve plausible no solo por su "belleza" teórica, sino por su naturalidad al producir grandes cantidades de materia oscura, y la fuerza inflacionaria puede ser relacionada con GUT físicas (aunque no parece formar parte inevitable de la teoría). Y ahora las GUTs no son claramente la respuesta final. Tanto el modelo estándar actual como la propuesta GUT son teorías cuánticas de campos que requieren la problemática técnica de la renormalización de respuestas a campos sensibles. Es usual considerar como un signo de que hay una sola teoría de campos efectiva omitiendo fenómenos cruciales sólo a muy altas energías. Además, la inconsistencia entre la mecánica cuántica y la relatividad general implica que una de las dos debe ser remplazada por una teoría que incorpore la gravedad cuántica.
La única candidata principal a teoría del todo en el momento es la teoría de supercuerdas. Investigaciones en curso sobre la gravedad cuántica de bucles puede eventualmente jugar un rol fundamental en la teoría del todo, pero éste no es el principal objetivo. Estas teorías intentan tratar con la renormalización del problema mediante el establecimiento de algunas en el límite inferior de escalas de longitud posible. La teoría de supercuerdas y la supergravedad (se cree que ambas son casos especiales de una teoría sin definir M) suponen que el universo tiene en realidad más dimensiones que lo que puede verse a simple vista: tres espaciales y una temporal. La motivación tras este acercamiento comienza con la teoría Kaluza-Klein en donde se notó que al aplicar la relatividad general en un universo de 5 dimensiones (una dimensión más una pequeña dimensión de doblado) mantenía la equivalente a la relatividad general, de 4 dimensiones, con las leyes de Maxwell del electromagnetismo (también en 4 dimensiones). Esto ha dado lugar a esfuerzos para trabajar con teorías de muchas dimensiones en las que se espera que se puedan producir ecuaciones que sean similares a las conocidas en física. La noción de extradimensiones también ayuda a resolver el problema de la jerarquía, donde la pregunta de por qué la gravedad es más débil que cualquier otra fuerza. La respuesta común dice que la gravedad estaría en una dimensión extra a las otras fuerzas.
A finales de 1990 se notó que uno de los problemas de tener muchas candidatas a teorías del todo (pero particularmente con la teoría de cuerdas) era que éstas no contenían las características de predecir el universo. Por ejemplo, muchas teorías de la gravedad cuántica pueden crear universos con un número arbitrario de dimensiones o con arbitrarias constantes cosmológicas. Incluso la "estándar" teoría de cuerdas 10-dimensional permite a las dimensiones "espiraladas" ser compactadas en muchos diferentes caminos (uno estimado es 10500 donde cada una corresponde a colecciones diferentes de partículas fundamentales y fuerzas de baja energía).
Una solución especulativa es que muchas de esas posibilidades son realizables en uno u otro de los universos posibles, pero solo un número pequeño de ellos son habitables, y por lo tanto las constantes universales fundamentales son en definitiva el resultado de un principio antrópico como consecuencia de una teoría del todo. Esta aproximación antrópica es claramente criticada en que, como la teoría es lo suficientemente flexible para abarcar casi cualquier observación, no podría hacer predicciones útiles (como originales, falsas o verificables). Desde este punto de vista, la teoría de cuerdas podría ser considerada como pseudociencia, donde una teoría infalsable es constantemente adaptada para que los resultados experimentales se ajusten a ella.

### Predicciones esperadas de la teoría del todo
Existen varios fenómenos que una teoría del todo debería poder aclarar:
- Parámetros contingentes. Aunque las teorías cuánticas de las interacciones electrodébil y fuerte, dan descripciones fenomenológicamente correctas y hacen predicciones valiosas, contienen una serie de parámetros numéricos para cuyo valor la propia teoría da más explicación y deben determinarse mediante experimento (aunque realmente una teoría más amplia podría mostrar que su valor no es arbitrario). Se supone que una teoría del todo podría explicar esos parámetros y predecir su valor a partir de parámetros o relaciones más fundamentales.
- Las taras de la relatividad general. Una teoría del todo debería explicar fenómenos tales como el Big Bang o la naturaleza de las singularidades espaciotemporales que las teorías de la relatividad general y la mecánica cuántica no explican.
- Satisfactoriedad filosófica. Las motivaciones teóricas y filosóficas para encontrar una teoría del todo incluyen la creencia platónica de que la naturaleza última del Universo es simple y que los modelos corrientes de Universo tales como el modelo estándar no pueden ser completados debido a que son demasiado complejos.

### Esbozos de teorías del todo
Recientemente han surgido dos teorías que podrían algún día evolucionar hasta la mencionada teoría unificada. Una es la Teoría M, una variante de la teoría de cuerdas basada en un espacio de 11 dimensiones. La segunda es la denominada teoría cuántica de bucles que postula que el propio espacio-tiempo estaría cuantizado dimensionalmente, algo que por ahora no ha sido demostrado.

## Teoría del Todo en la filosofía
El estatus de la física en la ToE está abierto a un debate filosófico. Por un momento, si lo físico es verdadero, una teoría del todo física podría coincidir con una teoría filosófica del todo. Algunos filósofos —Aristóteles, Platón, Hegel, Whitehead— han intentado construir sistemas que lo abarcan todo. Otros han tenido grandes dudas acerca de la gran posibilidad de ser un simple ejercicio.

### Relación con el teorema de incompletitud de Gödel
Un pequeño número de científicos indica que el teorema de incompletitud de Gödel implica que cualquier intento de construir una teoría del todo está abocada al fracaso. El teorema de Gödel dice que cualquier teoría matemática suficientemente compleja es o bien inconsistente o incompleta. Stanley Jaki señaló en su libro de 1966 "La Relevancia de la Física" que cualquier teoría del todo deberá ser una teoría matemática consistentemente no-trivial, con lo que debe ser incompleta. Jaki considera por tanto que este hecho arruina una genuina teoría determinista del todo. Freeman Dyson por su parte ha afirmado que:

El teorema de Gödel implica que la matemática pura no es exhaustiva. No importa cuantos problemas pueda resolver, siempre habrá otros problemas que no puedan ser resueltos con las reglas existentes. […] porque del teorema de Gödel, la física tampoco es exhaustiva. Las leyes de la física son configuraciones finitas de reglas e incluyen las reglas para hacer matemáticas, a fin que el teorema de Gödel se aplique a ellos.
Freeman DysonNYRB, mayo 13, 2004

Muchos han interpretado esta cita para apoyar la posición de Jaki.
Stephen Hawking fue originariamente creyente de una Teoría del Todo, pero después de considerar el teorema de Gödel, concluyó que no podría ser obtenida. 

Muchas personas estarán muy disgustadas si no hay una teoría última, que pueda formular un finito número de principios. Yo solía pertenecer a ese campamento, pero yo he cambiado mi pensamiento.
Stephen HawkingGödel and the end of physics, julio 20, 2002

Esta visión ha sido argumentada en contra de Solomon Feferman y otros.
Muchos científicos y matemáticos creen que el teorema de Gödel es completamente irrelevante cuando se discute la teoría del todo. El teorema de Gödel es una declaración sobre cuáles teoremas eventualmente resultarían sistemas matemáticos, donde "eventualmente" significa después de un tiempo arbitrario. El teorema de Gödel no impide que un matemático compute qué ocurre después de cualquier cantidad de tiempo, o no impide a una persona que conozca las reglas para hacer los cálculos. Todo lo que el teorema de Gödel dice es que, incluso conociendo todas las reglas, sería imposible predecir qué nuevos patrones producirán eventualmente las reglas.
Para ilustrar, consideremos el libro Juego de la Vida de Conway. Este autómata celular está completo, significa que una variación del argumento de Gödel muestra que el comportamiento del autómata a lago plazo no podría ser predicho a partir de una configuración inicial arbitraria. Y por tanto, una criatura hipotética que viviera dentro del juego de la vida pueda conocer todas las reglas. Las reglas del autómata son la teoría del todo, y se conoce incluso para las criaturas dentro del autómata.

### Perspectivas actuales de la Teoría del Todo
Ninguna teoría física al momento se cree que sea precisamente exacta. En lugar de ello, la física ha procedido por series de "aproximaciones sucesivas" permitiendo predicciones cada vez más exactas sobre una amplia gama de fenómenos. Muchos físicos creen que existen muchos errores en los confusos modelos teóricos con la naturaleza real de la realidad y sostienen que la serie de aproximaciones nunca terminará en "verdad". El mismo Einstein expresó su visión en ocasiones. Desde su punto de vista, podemos razonablemente esperar por "una" teoría del todo donde consistente -en sí misma- incorpore todas las fuerzas conocidas actualmente, pero no debemos esperar en tener la respuesta final. En cambio, estaba abierto a opinar que a pesar de la aparente complejidad matemática en cada teoría, en un sentido profundo asociado con su subyacente simetría gaugiana y al número de constantes físicas universales, las teorías se simplificarán. Si eso ocurre, el proceso de simplificación no puede continuar indefinidamente.
Hay un debate filosófico dentro de la comunidad física de la existencia o no de la teoría del todo y si debe ser llamada "la" ley fundamental del universo. Una opción es la posición reduccionista dura de que la teoría del todo es la ley fundamental y que todas las otras teorías que aplican en el universo son una consecuencia de la ley del todo. Otra visión es que las leyes emergentes (llamadas "leyes libres flotantes" por Steven Weinberg) donde gobierna un comportamiento de sistemas complejos deberían ser igualmente fundamentales. Ejemplos son la segunda ley de la termodinámica y la teoría de la selección natural. En punto comienza en que a través de nuestro universo esas leyes describen sistemas cuyo comportamiento puede ("en principio") ser predicho por una ToE, que también se realizarán en un universo con diferentes leyes de bajo nivel, sujeto sólo a algunas condiciones muy especiales. Por lo tanto no es de ayuda, ni siquiera en principio, invocar un nivel bajo de leyes para discutir el comportamiento de los sistemas complejos. Algunos argumentan que esta actitud podría violar la Navaja de Occam si es completamente válida la formulación de la teoría del todo. Si no es claro que hay cualquier punto en cuestión este debate (por ejemplo entre Steven Weinberg y Phillip Anderson que no hay derecho a aplicar la palabra "fundamental" que respete los temas de interés).
Aunque el nombre "teoría del todo" sugiera el determinismo citado de Laplace, este da una impresión muy engañosa. El determinismo queda frustrado por la probabilidad natural de las predicciones de la mecánica cuántica por la extrema sensibilidad a las condiciones iniciales que llevan al caos matemático y por la dificultad matemática extrema de aplicarla a la teoría. Por lo tanto, aunque el moderno modelo estándar de la física de partículas "en principio" prediga todos los fenómenos no gravitacionales conocidos, en la práctica sólo unos pocos resultados han sido derivados de una teoría completa (por ejemplo: las masas de unos de los simples hadrones) y esos resultados (especialmente las masas de la partícula donde son las más relevantes para la física de altas energías) son menos precisas que las actuales mediciones experimentales. Una verdadera teoría del todo difícilmente podría aplicarse. El principal motivo para investigar una ToE, aparte de la pura satisfacción de completar un siglo de búsqueda, es que todas las unificaciones predigan con éxito los nuevos fenómenos, muchos de ellos (p.e. generadores eléctricos) han probado su gran importancia práctica. Como en otros casos de teorías de reducción, la teoría del todo podría también permitirnos definir con certeza el dominio de validez y el error residual de aproximaciones de altas energías para una completa teoría de donde puedan obtenerse cálculos prácticos.